# Nickelodeon (chaîne de télévision)
Cet article concerne la chaîne de télévision américaine. Pour les autres sujets ainsi que les déclinaisons locales de la chaîne, voir Nickelodeon.
Nickelodeon, souvent abrégée Nick, est une chaîne de télévision américaine spécialisée, dirigée par MTV Networks Kids & Family Group, une société sœur de Viacom. Les programmes diffusés sur la chaîne ciblent de manière globale les personnes de plus de 16 ans, mais à certaines horaires, les publics ciblés sont divers. Certains de ses blocs de programme ciblent les enfants le matin, d'autres horaires ciblent un public entre 18 et 49 ans comme la case prime Time. Émettant sur les ondes 24h/24, les programmes de la chaîne se composent principalement de séries télévisées comiques et de sitcoms. Nickelodeon a pour concurrent la Franchise Disney et Cartoon Network. Toutes les chaînes alliés de Nickelodeon constituent l'ensemble des réseaux de télévisions du Groupe Paramount Media Networks ainsi que Netflix.
Depuis juillet 1985, la chaîne possède un bloc de programme Nick at Nite, un service de diffusion nocturne considéré comme une chaîne à part de Nickelodeon par Nielsen Holdings pour l'audience, ; elle rediffuse d'anciens sitcoms, et émet quelques séries et films originaux. En août 2013, Nickelodeon émet dans 98 799 000 foyers aux États-Unis.

## Histoire

### 1977-1979: ses débuts
L'histoire de Nickelodeon peut être retracée jusqu'au 1er décembre 1977, lorsque QUBE, un système de télévision par câble, est lancé à Columbus, dans l'Ohio par Warner Câble (dirigé par Warner Communications, et ses prédécesseurs Warner-Amex Satellite Entertainment). À cette période, ce système met quotidiennement à disposition une chaîne appelée Pinwheel de 7 h du matin à 21 h le soir (heure de l'Est). La chaîne est développée par Dr Vivian Horner (pour les séries The Electric Company et créateur de la série télévisée homonyme Pinwheel), et le CEO de Warner Câble Gus Hauser.

### 1979-1990: lancement et expansion
Nickelodeon est lancé le 1er avril 1979 sur Warner Câble à Buffalo (New York). Le nouveau nom renvoie au Nickelodéon, nom donné à un type de petit cinéma de quartier au début du XXe siècle. Il s'étend rapidement, d'abord sur systèmes Warner Câble à travers les États-Unis, puis finalement sur les autres systèmes d'exploitation par câble,,. Il est distribué via satellite sur Satcom-1, lancé en orbite le 26 mars la même année. Malgré sa précédente diffusion sur système QUBE sous le nom de Pinwheel, Nickelodeon se lance officiellement en 1979.
Les premiers programmes de Nickelodeon incluent Video Comic Book, PopClips, Pinwheel, America Goes Bananaz, Nickel Flicks, et By the Way. À son lancement, Nickelodeon émet quotidiennement douze heures d'affilée entre 10 h du matin et 22 h, et neuf heures les week-ends entre 9 h du matin et 20 h (heures de l'Est et du pacifique). De nouvelles émissions sont ajoutées dès 1980, dont Dusty's Treehouse, First Row Features, Special Delivery, What Will They Think of Next?, Livewire et Hocus Focus. En 1981, la chaîne présente son nouveau logo, représentant une boule argentée avec un « Nickelodeon » multicolore marqué dessus. Plus tard la même année, la série canadienne You Can't Do That on Television (en) fait ses débuts américains sur Nickelodeon, et devient la première série à succès. Durant les années 1980, la chaîne malgré quelques bons programmes souffre d'audience déficiente dans son ensemble et est même largement non rentable en Amérique.
Le 12 avril 1981, la chaîne réduit ses heures de programmation à huit heures de 8 h du matin à 21 h. The Movie Channel devient une chaîne à part en diffusion 24 h, et Nickelodeon partage désormais ses heures de diffusions libres avec Alpha Repertory Television Service (ARTS). En 1983, Warner-Amex Satellite Entertainment fusionne Nickelodeon et deux autres chaînes, la chaîne musicale MTV et Radio Television Station (RTS) en une nouvelle chaîne MTV Networks.

### 1990-2009: succès local et mondial

Ancien logo de Nickelodeon (1997–2000).

Ancien logo de Nickelodeon (2000–2009).

Le 7 juin 1990, Nickelodeon ouvre Nickelodeon Studios, à la fois un studio de production, et une attraction touristique localisée à Universal Studios Florida d'Orlando, en Floride, là où de nombreuses sitcoms et de nombreux jeux télévisés ont été tournés. La chaîne passe également contrat avec la chaîne de restaurants Pizza Hut, qui distribue gratuitement le Nickelodeon Magazine pour ses clients. Le 11 août 1991, Nickelodeon lance ses premières séries d'animation originales – Doug, Les Razmoket et Ren et Stimpy – sous la bannière Nicktoons. Ces trois séries trouvent le succès en 1992, ce qui mène à la création d'une quatrième série originale Nicktoon, Rocko's Modern Life, également un succès en 1993. Par la suite, Nickelodeon lance un partenariat avec Sony Wonder pour la distribution des programmes sous format VHS cassette vidéo (1993-2006) (puis DVD (1997-2007)), un véritable succès en 1993 jusqu'à 2007. Doug et Ren et Stimpy s'achèvent en même temps, mais continuent à être rediffusés sur Nickelodeon jusqu'en 1996. Durant les années 1990 Nickelodeon se réinvente et parvient enfin à se hisser dans la popularité devenant même l'une des chaînes les mieux notées en Amérique. À cette époque, précisément en 1991, l'émission la mieux noté de Nickelodeon était Ren et Stimpy, qui a permis à la chaîne de créer d'autres séries d'animation. En raison de son succès aux États-Unis, Nickelodeon décide de passer à l'international et crée donc maintes chaînes Nickelodeon à travers le monde, elle est aujourd'hui disponible dans plus de 175 pays.
Le 15 août 1992, la chaîne ajoute deux heures à ses horaires de diffusion le samedi, avec le lancement d'un bloc de programmation intitulé SNICK de 8 h du matin à 22 h ; pendant des années, SNICK diffuse de nombreuses émissions comme Are You Afraid of the Dark?, Clarissa Explains It All, All That, The Amanda Show et Kenan et Kel. En 1994, Nickelodeon lance The Big Help, qui lancera lui-même The Big Green Help en 2007. En 1998, Les Razmoket, le film sort au cinéma ; le film remporte 100 millions$ aux États-Unis et devient le premier film autre qu'un Disney à gagner autant. Le 13 février 1996, Herb Scannell est nommé président de Nickelodeon, succédant à Geraldine Laybourne.
Le 1er mai 1999, la chaîne a présenté en avant-première la série d'animation Bob l'éponge juste après les Kids' Choice Awards. Elle est devenue l'émission de télévision la plus populaire de l'histoire de la chaîne et est restée très populaire à ce jour[Quand ?], se classant régulièrement comme la série la mieux notée de la chaîne depuis 1999. Encore mieux, celle-ci est devenu l'objet le plus rentable de ViacomCBS, générant jusqu'à même 14,5 milliards de dollars. La venue de cette série a permis à Nickelodeon d'élargir très considérablement son rang mondial, depuis les années 2010, Nickelodeon fait partie des plus grandes chaînes de télévision internationale au monde dont la majeure partie de son succès a été contribué par Bob l'éponge.
En mars 2004, Nickelodeon et Nick at Nite sont scindés,. Le 14 juin 2005, Viacom décide de se scinder en deux sociétés à la suite de la déclinaison de son chiffre d'affaires. En 2007, Nickelodeon lance un partenariat de quatre ans avec Sony Music afin de produire des thèmes musicaux pour la chaîne, et aider à financer et lancer des albums.
Le 4 janvier 2006, Herb Scannell a démissionné de Nickelodeon. Cyma Zarghami a été nommé pour lui succéder. En 2007, Nickelodeon a conclu un accord de développement de quatre ans avec Sony Music pour produire des émissions télévisées sur le thème de la musique pour le réseau, pour aider à financer et à lancer des albums liés, et pour produire des chansons originales qui pourraient être publiées en tant que singles. The Naked Brothers Band , une série de faux documentaires sur le rock qui raconte l'histoire d'un groupe de rock pré-adolescent dirigé par deux frères réels qui écrivent et interprètent les chansons, diffusée de 2007 à 2009 ; ça a été un succès pour les enfants de 6 à 11 ans. En février 2007, la chanson du groupe « Crazy Car » figurait sur le Billboard Hot 100 et les albums de la bande originale des deux premières saisons, chacun signé chez Columbia Records , figuraient sur le Billboard 200.. La seule série éclairée produite dans le cadre du partenariat Sony Music, Victorious , s'est déroulée de 2010 à 2013. Une sitcom similaire sur le thème de la musique, Big Time Rush, s'est déroulée de 2009 à 2013 et présentait un partenariat similaire avec Columbia Records ; Cependant, Columbia n'était impliqué que dans la musique de l'émission et Sony Music s'est impliqué dans la production de la série à mi-chemin de sa première saison. C'est devenu le deuxième live-action de Nickelodeon le plus réussi de tous les temps après iCarly ; Big Time Rush a rassemblé 6,8 millions de téléspectateurs pour ses débuts officiels le 18 janvier 2010, établissant un nouveau record en tant que première live action la mieux notée de l'histoire de la chaîne.

### Depuis 2009: avenir et accueil

Ancien logo de Nickelodeon (2009–2017).

Ancien logo de Nickelodeon (2017–2023).

En février 2009, Nickelodeon annonce le nouveau lancement de Noggin et de The N sous les noms de Nick Jr. et TeenNick. Le 9 février, Nickelodeon annule les blocs de TEENick et Nick Jr.. Nickelodeon annonce en mai 2009 la fin de publication de Nickelodeon Magazine à la fin de l'année. En juillet 2009, Nickelodeon change de logo pour la première fois en l'espace de 25 ans. Le nouveau logo est lancé sur les ondes le 28 septembre 2009 sur Nickelodeon et Nick at Nite.
Le 12 mai 2010, la chaîne obtient un arrangement avec Haim Saban pour l'obtention des droits de diffusion de Power Rangers. La chaîne diffuse initialement la série le 7 février 2011 à sa dix-huitième saison, Power Rangers Samurai ; dans le même contrat, Nickelodeon acquiert également les droits des 700 épisodes de la série avant sa diffusion sur sa chaîne sœur Nicktoons, plus tard la même année. 2011 devient l'année durant laquelle la place importante de Nickelodeon chez les jeunes téléspectateurs grimpe en flèche : il s'agit de la première chaîne câblée la plus regardée durant la première moitié de l'année ; néanmoins, l'audience divisée par deux en fin d'année reste « inexplicable » selon Viacom. La chaîne ne ressent aucune réelle poussée d'audience avant novembre 2012 ; cependant, Nickelodeon, avec son statut de meilleure chaîne câblée pendant 17 années d'affilée, est détrôné par Disney Channel, la même année. Au printemps 2013, Ubisoft et Nickelodeon se lancent dans un partenariat afin de développer la série d'animation Les Lapins Crétins : Invasion (inspirée des personnages de jeux vidéo, les Lapins crétins).
En juin 2018, Cyma Zarghami a quitté ses fonctions de présidente de Nickelodeon après 33 ans de travail au sein du réseau. En octobre 2018, Brian Robbins lui a succédé à la présidence de Nickelodeon.
En janvier 2019, Viacom a acquis le service de streaming gratuit Pluto TV pour pouvoir renforcer le service de vidéo à la demande de Nickelodeon au niveau international. En août 2019, Viacom acquiert également la franchise Garfield, ainsi il développera une nouvelle série d'animation lui appartenant et qui sera au service de Nickelodeon. À la mi-novembre 2019, Nickelodeon s'associe avec Netflix. Tous deux signent un accord de production de contenu pluriannuel pour produire plusieurs longs métrages d'animation et séries télévisées originaux basés sur la bibliothèque de personnages de Nickelodeon pour concurrencer le nouveau service de streaming Disney+.

## International

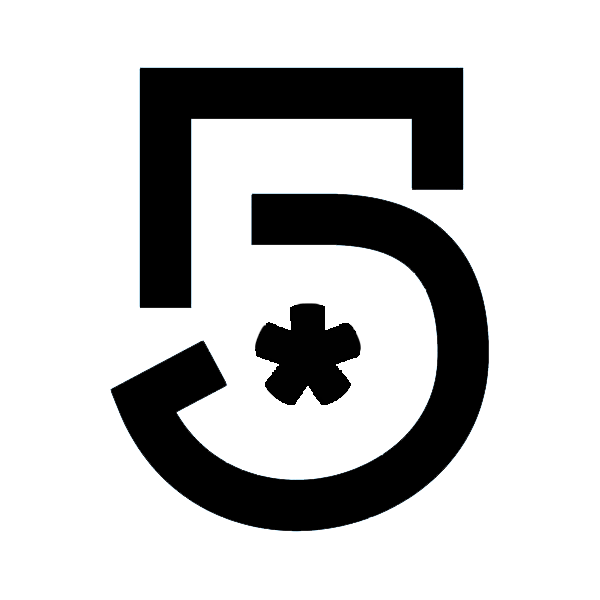
Canal 5, l'une des chaînes internationales les plus importantes en matières de programmations mondiales de Nickelodeon.

La chaîne crée des chaînes locales qui, selon le cas, reproduisent la programmation de la chaîne mère ou incluent des éléments culturels locaux.

### Europe
Nickelodeon lance sa version française depuis novembre 2005 et est, en France, dans le top 10 des chaînes jeunesse et la 4e chaîne jeunesse la plus présente sur le câble. Outre les programmes internationaux, elle diffuse des émissions propres, comme Fresh, et des Kids' Choice Awards chaque année. En 2011 la chaîne passe au format 16/9. En Belgique, Nickelodeon (région francophone) et Nickelodeon (Pays-Bas) sont diffusées, selon la région et respectivement depuis 2003[réf. nécessaire] en néerlandais et depuis juillet 2006 en français. MTV France interrompt, depuis cette date, ses programmes afin de laisser Nickelodeon diffuser les siens, et ce pendant douze heures (+/- de 6 h à 18 h). À partir du 4 octobre 2011, Nickelodeon et MTV ont chacune un canal de diffusion qui leur est propre.
En Allemagne, la chaîne est d'abord diffusée entre 1995 et 1998 avant d'être arrêtée faute de succès puis relancée en 2005 sous le nom de NICK. À partir du 15 décembre 2008, la chaîne partage son canal avec Comedy Central Deutschland et diffuse uniquement en journée entre 6 h et 20 h 15. Le 31 mars 2010, NICK devient Nickelodeon. À partir du 1er octobre 2014, Nickelodeon Deutschland diffuse 24 h avec Nickelodeon le jour et Nicknight la nuit (de 21h à 6h puis jusqu’à 5h45) tandis que Comedy Central partage désormais son canal avec la chaîne musicale VIVA Deutschland. Nicknight est la version allemande de la chaîne américaine Nick at Nite et diffuse chaque soir à son ouverture un sitcom différent (iCarly, Victorious, Sam & Cat, Drake & Josh, Zoey 101...). La « chaîne » possède son propre habillage et logo. Le nom de la chaîne est raccourci en Nick le 28 juin 2017. Le 31 octobre 2018 est diffusé pour la dernière fois Nicknight sur Nickelodeon Deutschland tout en restant sur les versions autrichienne et suisse. À la place est diffusé une version de MTV appelé MTV+. La chaîne est également diffusée en Autriche depuis 2006 et en Suisse depuis 2009. La diffusion se fait en canal partagé avec Comedy Central Schweiz.
Pour la Suisse romande, le signal est celui de Nickelodeon France[réf. nécessaire]. Nickelodeon est lancée en Espagne par le groupe MTV Networks. Elle est disponible sur l'IPTV, le câble et le satellite. Elle est aussi disponible au Portugal en exclusivité sur NOS. Nickelodeon (Nederland) est également diffusée aux Pays-Bas depuis le 1er septembre 2002 sur un canal partagé avec la version locale de Comedy Central. À partir du 1er janvier 2011, Nickelodeon Pays-Bas devient indépendante. Elle a partagé son canal avec Spike Nederlands entre le 1er octobre 2015 et le 12 décembre 2016 elle redevient 24 h (d'abord uniquement sur l'opérateur Ziggo, puis sur les autres opérateurs à partir de mars 2017). Les productions locales incluent ZOOP, Het Huis Anubis, SuperNick, ainsi que des Kids' Choice Awards.
Le 6 juillet 2020, Nickelodeon Wallonie disparaît pour des raisons inconnues et est remplacée par Nickelodeon Iberia avec une piste audio en français.

#### Nickelodeon HD

Ancien logo de Nickelodeon HD.

Nickelodeon HD (ou Nick HD) est une station de télévision paneuropéenne lancée le 4 octobre 2011, diffusant en haute définition HDTV, destinée principalement aux enfants. Avant le début de la chaîne, les séries de cette chaîne étaient diffusées sur MTVN HD (actuellement MTV Live HD). Dès le début, la chaîne diffuse en version anglaise, polonaise et russe. Au lieu de publicités, la station diffuse de courtes séries télévisées. La chaîne a une programmation coïncidant avec Nickelodeon Europe et mise à l'échelle en HD.
Le 1er juillet 2012, la chaîne est lancée en Turquie.
Le 15 février 2018, en Pologne, la chaîne est remplacée par Nicktoons Polska,.
Le 22 mars 2022, le logo HD de la chaîne est supprimé.
Le 20 avril 2022, la chaîne cesse sa diffusion en Russie à la suite de l'invasion de l'Ukraine par la Russie.
Le 23 avril 2022, la langue de Nickelodeon HD Turkey a été traduite du turc vers le kazakh.

### Amériques
Au Canada, la chaîne appartient à Corus Entertainment, remplaçant sa licence de Discovery Kids (en ondes depuis le 3 septembre 2001) par une nouvelle licence (originellement YTV OneWorld) pour Nickelodeon Canada, en association avec Viacom (propriétaire de MTV Networks), effectif le 2 novembre 2009. Malgré le nom similaire, les nouveaux épisodes de la majorité des émissions et séries originales de Nickelodeon se retrouvent sur la chaîne YTV, dont l'auditoire est plus large.
Elle est diffusée en Amérique latine et au Brésil depuis 1996.

## Séries originales

### En cours de diffusion

#### Séries (live-action)
- Les Mystères d'Hunter Street (Hunter Street) (depuis 2017)
- Power Rangers : Dino Fury (depuis 2021)
- Les Thunderman : Incognito (The Thundermans: Undercover) (depuis 2025)
- Danger Force (depuis 2020)
- Une famille vraiment Loud (The Really Loud House) (2022-2024)

#### Animation
- Bob l'éponge (SpongeBob SquarePants) (depuis 1999)
- Bienvenue chez les Loud (The Loud House) (depuis 2016)
- It's Pony (depuis 2020)
- Les Aventures de la tour Wayne (Welcome to the Wayne) (depuis 2017)
- Les Casagrandes (The Casagrandes) (depuis 2019)
- Le Destin des Tortues Ninja (Rise of the Teenage Mutant Ninja Turtles) (depuis 2018)
- Arc-en-ciel Papillon Licorne Chaton (Rainbow Butterfly Unicorn Kitty) (depuis 2019)
- Cochon Chèvre Banane Criquet (Pig, Goat, Banana, Cricket) (depuis 2017)
- Middle School Moguls (depuis 2020)
- Patrick Super Star (The Patrick Star Show) (depuis 2021-2023)
- Kamp Koral : Bob la petite éponge (Kamp Koral SpongeBob's Under Years) (depuis 2021-2024)
- The Fairly OddParents: A New Wish (depuis 2024)

#### Animation préscolaire
- Dora l'exploratrice (Dora the Explorer) (2000–2014)
- Max et Ruby (2002–2013)
- Umizoomi (Team Umizoomi) (2010–2015)
- Bubulle Guppies (Bubble Guppies) (2011–2016)
- Mike the Knight (en) (depuis 2011)
- Pierre Lapin (Peter Rabbit) (depuis 2012)
- Lalaloopsy (2013)

### Événements
- Kids' Choice Awards (1988-)

## Services connexes
- Nick at Nite (écrit nick@nite), service de programmation nocturne de Nickelodeon, lancé en juillet 1985, et diffusé aux États-Unis. Nick at Nite émet des sitcoms des années 1950 et 1960 telles que The Donna Reed Show, Mr. Ed et The Adventures of Ozzie and Harriet, et des sitcoms des années 1990 et 2000 comme Home Improvement, The Cosby Show et Roseanne[36].
- Nicktoons, chaîne par câble et satellite lancée le 1er mai 2002 aux États-Unis sous le nom de Nicktoons TV ; elle est renommée Nicktoons en mai 2003, avant de se renommer à nouveau en Nicktoons Network de 2005 jusqu'en septembre 2009. la chaîne diffuse un mélange d'anciennes et nouvelles séries produites par Nickelodeon (de Bob l'éponge à Ren et Stimpy), et quelques programmes live-action de Nickelodeon.
- Nick Jr., chaîne par câble et satellite principalement ciblée pour les téléspectateurs âgés de 7 ans et moins, avec un mélange de séries ciblées pour pré-adolescents produites par Nickelodeon, et des séries originales exclusives à la chaîne ; elle est originellement lancée le 2 février 1999 sous le nom de Noggin. Le 28 septembre 2009, la chaîne est relancée sous le nom de Nick Jr.. La chaîne lance Nickmom, un bloc de programmation de quatre heures ciblant les mamans en septembre 2012[37], vivement critiquée à son lancement pour cause de grossièretés, humour adulte, et pour quelques références sexuelles[38].
- TeenNick, chaîne par câble et satellite principalement ciblée pour les adolescents et jeunes adultes, à l'origine un bloc de programmation appelé The N sur la chaîne Noggin. Le 28 septembre 2009, la chaîne est renommée TeenNick, d'après l'ancien bloc appelé TEENick, diffusé sur Nickelodeon entre juillet 2000 et février 2009[39].
- TV Land, chaîne simple par câble lancée le 29 avril 1996[36].